# Oswaldofilariinae
Die Oswaldofilariinae sind eine Unterfamilie der Filarien über 70 Arten. Sie sind Parasiten bei Krokodilen und Echsen.

## Merkmale und Entwicklungszyklus
Oswaldofilariinae sind Onchocercidae, bei denen die Vulva im mittleren oder hinteren Körperabschnitt liegt, sehr selten im ersten. Das Kopfende ist abgerundet. Die Mundhöhle ist deutlich kutikularisiert. Der
Ösophagus ist gut entwickelt und untergliedert. Die Kaudalpapillen sind groß und zahlreich, einige bilden eine Gruppe kurz vor dem Schwanzende. Kaudalflügel fehlen. Die Spicula  sind meist kräftig, entweder ungleich, etwa gleich oder gleich groß.
Die Entwicklung erfolgt im Fettgewebe von Zweiflüglern. Das Infektionsstadium hat einen langen Schwanz.

## Systematik
Hodda (2022) gliedert die Oswaldofilariinae in drei Triben mit 12 Gattungen:
- Tribus Oswaldofilariini
  - Befilaria Chabaud, Anderson & Brygoo, 1959
  - Conispiculum Pandit, Pandit & Iyer, 1929
  - Gonofilaria Mullin, 1973
  - Oswaldofilaria Travassos, 1933
  - Piratuba Freitas & Lent, 1941
  - Piratuboides Bain & Sulahian, 1974
  - Solafilaria Chabaud, Anderson & Brygoo, 1959
- Tribus Icosiellini
  - Icosiella Seurat, 1917
- Tribus Waltonellini
  - Foleyellides Caballero, 1935
  - Madochotera Bain & Brunhes, 1968
  - Ochoterenella Caballero, 1944
  - Paramadochotera Esslinger, 1986